# Буково (област Благоевград)
Вижте пояснителната страница за други значения на Буково.
Бу̀ково е село в Югозападна България. То се намира в община Гоце Делчев, област Благоевград.

## География
Село Буково се намира в планински район. Новата част на селото се намира на малко плато, от което се разкрива изглед към долината на река Места. Край селото има много места, които се посещават от туристи – Момина Кула, Ниве и др.

## История
Край селото се намира късноантичната и средновековна крепост Момина кула, археологически паметник с национално значение.
В XIX век Буково е мюсюлманско село в Неврокопска каза на Османската империя. В „Етнография на вилаетите Адрианопол, Монастир и Салоника“, издадена в Константинопол в 1878 година и отразяваща статистиката на населението от 1873 година, Буково (Boukovo) е посочено като село с 50 домакинства и 85 жители помаци.
В 1891 година Георги Стрезов пише за селото:
| „ | Буково, 3 часа на СЗ от Неврокоп, 1/2 час от Карасу. Дърводелци; правят катран, продават борина. 40 къщи, помаци. | “ |

Съгласно статистиката на Васил Кънчов („Македония. Етнография и статистика“) към 1900 година Буково е българо-мохамеданско селище. В него живеят 255 българи-мохамедани в 40 къщи. Според Стефан Веркович към края на XIX век Буково има мюсюлманско мъжко население 170 души, което живее в 50 къщи.
При избухването на Балканската война в 1912 година 2 души от Буково са доброволци в Македоно-одринското опълчение.

## Население

### Етнически състав
Преброяване на населението през 2011 г.
Численост и дял на етническите групи според преброяването на населението през 2011 г.:
|                     | Численост |
| Общо                | 917       |
| Българи             | 81        |
| Турци               | 788       |
| Цигани              | -         |
| Други               | -         |
| Не се самоопределят | 7         |
| Неотговорили        | 40        |

## Личности
Родени в Буково
- Георги Ан. Ансжиев, македоно-одрински опълченец, 15 щипска дружина, орден „За храброст“ ІV степен[9]
- Фатме Пехливан - български лекар